# Comiziano
Comiziano – miejscowość i gmina we Włoszech, w regionie Kampania, w prowincji Neapol.
Według danych na rok 2004 gminę zamieszkiwało 1711 osób, 855,5 os./km².